# Tità
|  | Per a altres significats, vegeu «Tità (satèl·lit)». |

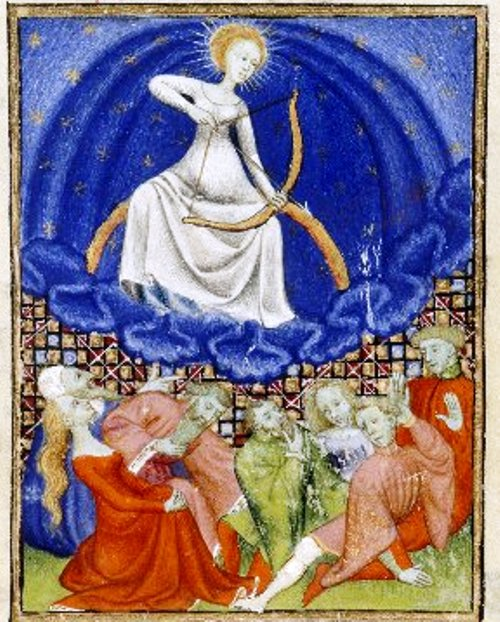
La titànide Febe

En la mitologia grega, un tità (en grec antic: Τιτάν) o una titànide és una divinitat primordial gegantina que va precedir els déus de l'Olimp. Els titans i les titànides (Τιτανιδες) són els sis fills i les sis filles d'Urà (el Cel) i de Gea (la Terra).
Els titans podrien representar els déus de la religió d'un antic poble que vivia al territori de l'actual Grècia i que va ser desplaçat pels hel·lens. Com a fills de Gea representarien un culte a la fertilitat de la terra, molt important per a les primeres comunitats agrícoles. La Titanomàquia (guerra dels titans contra Zeus) representaria la lluita entre aquests dos pobles i la victòria dels Olímpics seria la victòria dels hel·lens.
Les titànides no formen un conjunt homogeni com els titans. Simplement són diverses divinitats molt antigues que van continuar sent venerades dins de la religió olímpica. En constituir-se l'arbre genealògic de la mitologia grega van quedar enquadrades com a filles d'Urà i de Gea i, per tant, germanes dels titans.

## Tradició sobre els titans

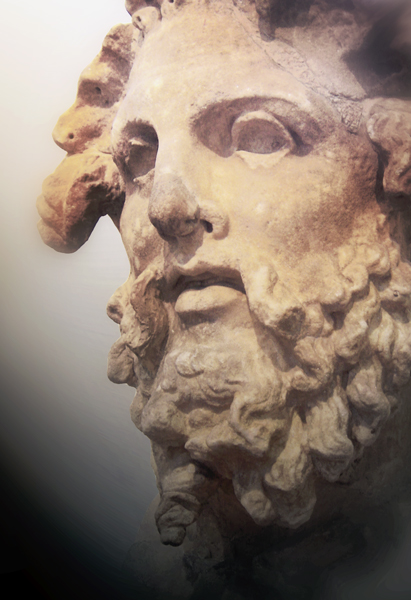
Un tità, museu arqueològic nacional d'Atenes

Temorós que poguessin destronar-lo, Urà mantenia tots els seus fills atrapats en el Tàrtar. Com a càstig, Gea va enviar el seu fill Cronos, el més petit, a atacar el seu pare. El va castrar amb una falç adamantina i va alliberar així la resta, de les entranyes de la Terra. Es va proclamar rei dels titans al costat de la seva germana Rea com a esposa i reina.
Segons la Teogonia d'Hesíode els seus noms són els següents:
- Titans: Ceos, Crios, Cronos, Hiperíon, Jàpet i Ocèan.
- Titànides: Febe, Mnemòsine, Rea, Temis, Tetis i Tia (Teia o Tea).

Alguns titans es van emparellar amb algunes titànides (Ceos amb Febe, Cronos amb Rea, Hiperíon amb Tia i Ocèan amb Tetis), la resta amb altres divinitats. Van tenir fills i a alguns d'aquests a vegades també se'ls anomena titans (titans de segona generació). Normalment, es dona aquest nom als fills de Jàpet i Clímene (filla d'Ocèan) que són: Atlas, Epimeteu, Meneci i Prometeu.
Tots dos van engendrar una nova generació de déus, però Cronos, tement també que algun dia ho enderroquessin com ell havia fet, se'ls empassava sencers en néixer. Ressentida per això, Rea va aconseguir amagar al seu sisè i últim fill, Zeus, lliurant-li en el seu lloc a Cronos una roca embolicada en bolquers que va empassar confiat. El petit va ser enviat a Creta, protegit pels curets i alletat per la cabra Amaltea.
Quan Zeus va arribar a l'edat adulta va sotmetre Cronos per l'astúcia més que per la força, donant-li a beure un emètic preparat amb l'ajuda de la seva àvia Gea que li va fer vomitar els seus germans. Va començar llavors una guerra entre els déus més joves i els més grans, coneguda com a Titanomàquia en la qual Zeus va rebre l'ajuda dels Hecatonquirs, els Gegants i els Ciclops, els qui una vegada més havien estat alliberats després del seu nou empresonament per Cronos. Zeus va vèncer després d'una llarga batalla i va tancar els Titans que se li havien enfrontat en el Tàrtar. A partir de llavors, la tercera generació de déus, els Olímpics, van governar l'Univers amb Zeus al capdavant.
Els que no se li havien oposat a ell van continuar tenint de forma més o menys directa un paper en el nou ordre: Ocèan va continuar circumdant el món, el nom de la ‘brillant’ Febe va ser emprat com a àlies d'Àrtemis i afegit com a epítet d'Apol·lo («Apol·lo Febus»), Mnemòsine va il·luminar les Muses, Temis va  encarnar el concepte de «llei de la naturalesa» i Metis va ser mare d'Atena.

## En les fonts òrfiques
Hesíode no té no obstant això l'última paraula sobre els titans. Alguns dels fragments que es conserven de la poesia òrfica en particular guarden algunes variacions del mite.
En un text òrfic, Zeus no es va limitar a atacar el seu pare amb violència. En el seu lloc, Rea va preparar un banquet per Cronos, i aquest es va emborratxar amb mel fermentada. En lloc de tancar-lo en el Tàrtar, Cronos va ser arrossegat —encara borratxo— a la cova de Nix, on continua dormint i vaticinant per tota l'eternitat.
Un altre mite sobre els titans no esmentat per Hesíode gira entorn de Dionís. En un moment determinat del seu regnat, Zeus va decidir cedir el tron en favor de l'infant Dionís, que com Zeus a la seva edat era protegit pels curets. Els titans van decidir matar el nen i reclamar el tron per a ells: es van pintar les cares de blanc amb guix, van distreure Dionís amb joguines, i llavors el van esbocinar, coure i rostir i en van fer un sopar festí, mentre que de la sang de la víctima naixia un magraner. Zeus, enfurismat, va castigar els titans fulminant-los amb els seus rajos. Atena guardava el cor del nen en un ninot de guix, a partir del qual Zeus va fer un nou Dionís. Aquesta història és narrada pels poetes Cal·límac i Nonnos, que anomenaven a aquest Dionís «Zagreu», i també en cert nombre de texts òrfics, en els quals no es fa servir tal nom.
Una variació d'aquesta història, recollida pel filòsof neoplatònic Olimpiodor, ja en l'era cristiana, diu que la humanitat va sorgir del fum greixós que acomiadava els cadàvers dels titans quan cremaven, morts pels rajos de Zeus. Altres escriptors anteriors insinuen per contra que la humanitat va néixer de la sang vessada pels titans en llur guerra contra els Olímpics.
Píndar, Plató i Opià es referien sense pensar-s'ho dues vegades a la «naturalesa titànica» de l'home. Hi veuen una explicació dualista de la naturalesa de l'home: el cos és de naturalesa titànica, terrenal i l'ànima, part divina, prové de Dionís que els titans havien ingerit. Que això es refereixi a alguna mena de pecat original arrelat en l'assassinat de Dionís, que l'humà hauria de vèncer per a recuperar la seva condició divina. L'orfisme és encara és objecte d'acalorat debat pels mitògrafs.